# Premio Padma Bhushan
El premio Padma Bhushan es el tercer premio civil más alto en el sistema de honores de la República de la India, precedido por el Bharat Ratna y el Padma Vibhushan y seguido por el Padma Shri. Instituido el 2 de enero de 1954, el premio se otorga por los «servicios distinguidos de alto nivel (...) sin distinción de raza, ocupación, posición o sexo». Los criterios de adjudicación incluyen servicios en cualquier campo, incluidos los prestados por funcionarios públicos, médicos y científicos, pero excluyen a los que trabajan con empresas del sector público. Hasta 2020 el premio se otorgó a 1270 personas, incluidos veinticuatro entregas póstumas y 97 a extranjeros.
El Comité de Premios Padma es constituido cada año por el primer ministro de la India y las recomendaciones para el premio se presentan entre el 1 de mayo y el 15 de septiembre. Las recomendaciones se reciben de todos los gobiernos estatales y territoriales de la India, así como de los Ministerios del Gobierno, los galardonados con el Bharat Ratna y Padma Vibhushan, los Institutos de Excelencia, los ministros, los ministros principales y gobernadores de los Estados, los miembros del Parlamento y particulares. Posteriormente el comité presenta sus recomendaciones al primer ministro y al presidente de la India para su posterior aprobación. Los ganadores del premio se anuncian el 26 de enero, Día de la República de la India.
Cuando se instituyó en 1954, veintitrés personas fueron honradas con el Padma Bhushan. Este galardón, junto con otros honores civiles personales, fue suspendido brevemente dos veces, desde julio de 1977 hasta enero de 1980 y desde agosto de 1992 hasta diciembre de 1995. Algunos de los destinatarios han rechazado o devuelto sus premios.

## Historia
El 2 de enero de 1954 se publicó un comunicado de prensa de la oficina del secretario del presidente de la India en el que se anunciaba la creación de dos premios civiles: Bharat Ratna, el premio civil más alto, y el Padma Vibhushan de tres niveles, clasificado como «Pahela Varg» (clase I), «Dusra Varg» (clase II) y «Tisra Varg» (clase III), que se encuentran por debajo del Bharat Ratna.
El 15 de enero de 1955 el Padma Vibhushan fue reclasificado en tres premios diferentes: el Padma Vibhushan, el más alto de los tres, seguido por el Padma Bhushan y el Padma Shri.
El premio, junto con otros honores civiles personales, se suspendió brevemente dos veces en su historia. La primera vez en julio de 1977, cuando Morarji Desai prestó juramento como cuarto primer ministro de la India, por ser «inútil y politizado». La suspensión fue rescindida el 25 de enero de 1980 después de que Indira Gandhi se convirtiera en la primera ministra. Los premios civiles se suspendieron nuevamente a mediados de 1992, cuando se presentaron dos litigios de interés público en los tribunales superiores de la India, uno en el Tribunal Superior de Kerala el 13 de febrero de 1992 por Balaji Raghavan y otro en el Tribunal Superior de Madhya Pradesh (Indore Bench) el 24 de agosto de 1992 por Satya Pal Anand. Ambos peticionarios cuestionaron que los premios civiles fueran títulos según una interpretación del artículo 18 de la Constitución de la India. El 25 de agosto de 1992 el Tribunal Superior de Madhya Pradesh emitió un aviso suspendiendo temporalmente todos los premios civiles. Se formó una Sala de la División Especial de la Corte Suprema de la India compuesta por cinco jueces: A. M. Ahmadi C. J., Kuldip Singh, B. P. Jeevan Reddy, N. P. Singh y Saiyed Saghir Ahmad. El 15 de diciembre de 1995 el Tribunal de la División Especial restauró los premios y dictó un fallo en el sentido de que «los premios Bharat Ratna y Padma no son títulos con arreglo al artículo 18 de la Constitución de la India».

## Regulaciones
El premio se otorga por «servicios distinguidos de alto nivel (...) sin distinción de raza, ocupación, cargo o sexo». Los criterios incluyen los «servicios en cualquier campo, incluidos los servicios prestados por funcionarios públicos», pero excluyen a quienes trabajan con empresas del sector público, con la excepción de médicos y científicos. Los estatutos de 1954 no permitían premios póstumos, pero esto fue posteriormente modificado en el estatuto de enero de 1955; D. C. Kizhakemuri se convirtió en el primer destinatario en ser honrado póstumamente en 1999.
Las recomendaciones se reciben de todos los gobiernos estatales y territoriales de la unión, así como de los Ministerios del Gobierno de la India, los galardonados de Bharat Ratna y Padma Vibhushan, los Institutos de Excelencia, los ministros, los primeros ministros y gobernadores de los Estados, los miembros del Parlamento, y particulares. Las recomendaciones recibidas entre el 1 de mayo y el 15 de septiembre de cada año se presentan al Comité de Premios Padma, convocado por el primer ministro de la India. El Comité de Premios presenta posteriormente sus recomendaciones al primer ministro y al presidente de la India para su posterior aprobación.
Los ganadores del premio Padma Bhushan se anuncian cada año el 26 de enero, el Día de la República de la India, y se registran en The Gazette of India, una publicación semanal del Departamento de Publicaciones del Ministerio de Desarrollo Urbano que se utiliza para los avisos oficiales del gobierno. El otorgamiento del premio no se considera oficial sin su publicación en la gaceta. Los destinatarios cuyos premios han sido revocados o restituidos, acciones ambas que requieren la autoridad del presidente, también están inscritos en la gaceta y deben entregar sus medallas cuando sus nombres se eliminan del registro.

## Especificaciones
La especificación original del premio era un círculo hecho de plata estándar de 35 mm de diámetro, con bordes en ambos lados. Una flor de loto ubicada en el centro estaba grabada en relieve en el anverso de la medalla y el texto «Padma Bhushan» escrito en devanagari estaba inscrito sobre el loto a lo largo del borde superior de la medalla. Una corona de flores grabada a lo largo del borde inferior y una corona de loto a lo largo del borde superior. El emblema estatal de la India ubicado en el centro del reverso con el texto «Desh Seva» en devanagari en el borde inferior. La medalla estaba suspendida por una banda rosa de 32 mm de ancho dividida en tres segmentos iguales por dos líneas verticales blancas.
Un año después se modificó el diseño. La decoración actual es un medallón de forma circular en tonos bronce de 44 mm de diámetro y 3,2 mm de espesor. El patrón colocado en el centro hecho de líneas externas de un cuadrado de 30 mm de lado está grabado con una perilla en relieve dentro de cada uno de los ángulos externos del patrón. Un espacio circular en relieve de 27 mm de diámetro se ubica en el centro de la decoración. En el anverso de la medalla, una flor de loto grabada en relieve ubicada en el centro, con la palabra «Padma» escrita en devanagari encima y la palabra «Bhushan» debajo. El emblema de la India se ubica en el centro del reverso con el lema nacional de la India, Satyameva Jayate (Solo la verdad triunfa) en devanagari, inscrito en el borde inferior. El contorno, los bordes y todos los relieves en ambos lados son de oro estándar con el texto «Padma Bhushan» en oro dorado. La medalla está suspendida por una banda rosa de 32 mm de ancho con una ancha raya blanca en el medio.
La medalla ocupa el quinto lugar en el orden de precedencia del uso de medallas y condecoraciones. Las medallas se producen en Alipore Mint (Casa de Moneda), Calcuta, junto con otros premios civiles y militares como Bharat Ratna, Padma Vibhushan, Padma Shri y Param Vir Chakra.

## Negativas y controversias
Algunas de las entregas del Padma Bhushan han sido rechazadas o devueltas por los destinatarios. Sisir Kumar Bhaduri, un actor de teatro bengalí, fue el primer galardonado que rechazó el premio porque «sentía que los premios estatales simplemente ayudaban a crear una brigada aduladora» y «no quería dar la impresión de que el gobierno se tomaba en serio la importancia del teatro en la vida nacional». El músico Vilayat Khan se negó a aceptar el premio en 1968 y afirmó que «los comités de selección eran incompetentes para juzgar [su] música». Khan había rechazado anteriormente el Padma Shri en 1964 y luego también rechazó el Padma Vibhushan en 2000. El periodista Nikhil Chakravarty rechazó el premio en 1990 afirmando que «los periodistas no deben identificarse con el establishment». La historiadora Romila Thapar se negó a aceptar el premio dos veces, la primera en 1992 y luego nuevamente en 2005, afirmando que aceptaría premios «solo de instituciones académicas o de aquellas asociadas con mi trabajo profesional». Para su otorgamiento de 2005 Thapar envió una carta de aclaración al entonces presidente Abdul Kalam mencionando que se había negado a aceptar el premio tres meses antes del anuncio de su otorgamiento, ocasión en la que el Ministerio de Desarrollo de Recursos Humanos se había puesto en contacto con ella y le había explicado sus razones para no aceptar el premio. El periodista y funcionario K. Subrahmanyam también rechazó su otorgamiento en 1999 alegando que «los burócratas y periodistas no deberían aceptar ningún premio del gobierno porque son más propensos a ser favorecidos».
El funcionario S. R. Sankaran rechazó el premio en 2005 sin citar ningún motivo. En 2013 la cantante de playback S. Janaki se negó a aceptar su premio y declaró que «el premio llegó tarde en su carrera de cinco décadas y media». La cantante también mencionó que no está en contra del Gobierno y expresó su alegría por el reconocimiento, pero pidió al Gobierno que «muestre un poco más de consideración por los artistas del sur del país». Los familiares del jurista Jagdish Sharan Verma, quien se desempeñó como el vigésimo séptimo presidente del Tribunal Supremo de la India, rechazó el otorgamiento póstumo en 2014 afirmando que «Verma mismo no habría aceptado» el honor ya que «nunca anhelaba ni presionaba por ningún elogio, recompensa o favor». El novelista en idioma canarés, K. Shivaram Karanth, quien fue galardonado en 1968, devolvió su premio en protesta contra la emergencia (The Emergency) declarada en el país en 1975. El novelista Khushwant Singh, que aceptó el premio en 1974 en el campo de la literatura y la educación, lo devolvió en 1984 como forma de protesta contra la Operación Estrella Azul. Singh fue galardonado más tarde con el Padma Vibhushan en 2007. Pushpa Mittra Bhargava, científico y director fundador del Centro de Biología Celular y Molecular (CCMB), que había recibido el premio en 1986, lo devolvió en 2015 en protesta por el linchamiento de la mafia de Dadri y por su preocupación por la «situación sociopolítica imperante» en el país.

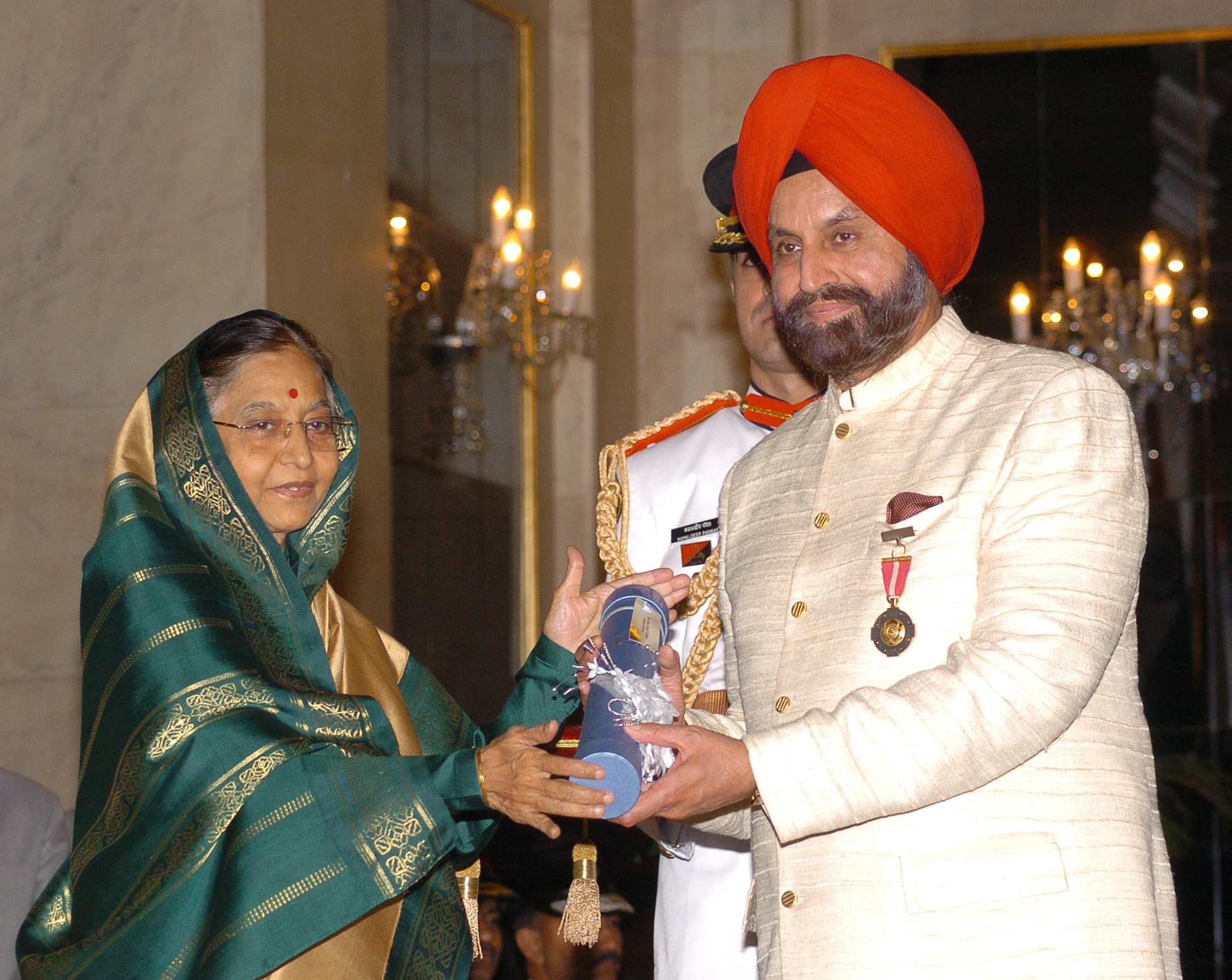
La presidenta de la India, Pratibha Devisingh Patil, entregando el premio a Shri Sant Singh Chatwal, en Rashtrapati Bhavan, Nueva Delhi, el 7 de abril de 2010.

El otorgamiento en 2010 al empresario estadounidense de origen indio Sant Singh Chatwal, que recibió el Padma Bhushan en el campo de Asuntos Públicos, generó mucha controversia. Conocido por su asociación con el expresidente estadounidense Bill Clinton y su esposa Hillary Clinton, Chatwal se declaró culpable de violar la Ley de Campañas Electorales Federales y manipular testigos durante las elecciones presidenciales de Estados Unidos de 2008. También fue acusado de presionar para obtener el premio aprovechando sus contactos en la oficina del primer ministro y el Congreso de los Estados Unidos. El Gobierno de la India proporcionó la aclaración sobre la conferencia y emitió un comunicado de prensa en el que se refería a Chatwal como un «defensor incansable» del interés del país en los Estados Unidos. La declaración también mencionó que se lleva a cabo un ejercicio de diligencia debida para cada uno de los adjudicatarios y de los cinco casos registrados por la Oficina Central de Investigación (CBI) contra Chatwal entre 1992 y 1994; tres fueron cerrados por la propia CBI y en los dos casos restantes, Chatwal fue sobreseído por la Corte y, según los informes que se pusieron a disposición del comité de selección, no hay nada adverso registrado en su contra. Según informes de los medios de comunicación, hubo varios casos presentados o registrados después de abril de 2009, que incluyen tres denuncias penales ante la policía de Kerala y cuatro casos en el Tribunal Superior de Delhi y en el Tribunal Superior de Kerala. Chatwal cumplió con la citación en enero de 2010. Sin embargo, el entonces Secretario del Interior de la India, Gopal Krishna Pillai, dijo que «no se ha ordenado ninguna investigación ni se ha solicitado ningún informe a nadie».
A principios de 2008 Chatwal fue considerado para el Premio Padma Shri pero la Embajada de India en Washington se negó a nominarlo cuando se lo pidió la Oficina del primer ministro (OPM). El entonces embajador de la India en los Estados Unidos, Ronen Sen, le había dicho a la OPM que el otorgamiento no sería apropiado debido a la controversia asociada con sus transacciones financieras en India y Estados Unidos. Sen también mencionó que, aunque positiva, la contribución de Chatwal es mucho menor en comparación con otros estadounidenses de origen indio. El otorgamiento no solo «desmoralizaría a los demás que habían hecho mucho más», sino que también crearía «la impresión de que la India no considera la falta de transparencia en las transacciones financieras como una descalificación para sus más altos honores».